# Enicospilus thetis
Enicospilus thetis là một loài tò vò trong họ Ichneumonidae.